# ロバート・ロレンツ
ロバート・ロレンツ（Robert Lorenz）は、アメリカ合衆国の映画監督、映画プロデューサーである。クリント・イーストウッドとのコラボレーションで知られる。

## 人物
1990年代より第二班監督や助監督として活動する。『ブラッド・ワーク』（2002年）で初めてプロデューサーを務め、同作品以降すべてのクリント・イーストウッド作品でプロデューサーまたはエグゼクティブ・プロデューサーとしてクレジットされている。『ミスティック・リバー』と『硫黄島からの手紙』ではアカデミー作品賞にノミネートされた。2012年にイーストウッド主演の『人生の特等席』で監督デビューを果たした。

## フィルモグラフィ

### 製作
- ブラッド・ワーク Blood Work (2002) 製作総指揮
- ミスティック・リバー Mystic River (2003)
- ミリオンダラー・ベイビー Million Dollar Baby (2004) 製作総指揮
- 硫黄島からの手紙 Letters from Iwo Jima (2006)
- 父親たちの星条旗 Flags of Our Fathers (2006)
- レールズ&タイズ Rails & Ties (2007)
- チェンジリング Changeling (2008)
- グラン・トリノ Gran Torino (2008)
- インビクタス/負けざる者たち Invictus (2009)
- ヒア アフター Hereafter (2010)
- ジャージー・ボーイズ Jersey Boys (2014)
- アメリカン・スナイパー American Sniper (2014)

### 監督
- 人生の特等席 Trouble with the Curve (2012) 兼製作
- マークスマン The Marksman (2021) 兼製作
- プロフェッショナル In the Land of Saints and Sinners (2024) 兼製作総指揮
- Unabomb  兼製作